# Florida Man
Florida Man o L'home de Florida és un meme d'Internet popularitzat el 2013 i després repopularitzat el 2020, en què la frase "Home de Florida" s'extreu de diversos articles de notícies no relacionats sobre persones que provenen de Florida o viuen a Florida. Els usuaris d'Internet solen enviar enllaços a notícies i articles sobre crims o esdeveniments inusuals o estranys ocorreguts a Florida, especialment aquells en què s'esmenta "Home de la Florida" en el titular. Les històries criden l'atenció sobre la suposada notorietat de Florida per esdeveniments estranys i inusuals.
El Miami New Times va afirmar que les lleis de llibertat d'informació a Florida faciliten que els periodistes obtinguin més informació sobre detencions de la policia que en altres estats i que això és el responsable de la gran quantitat d'articles o notícies d'aquesta mena en aquest indret. Un article de la CNN sobre el meme també va suggerir que l'amplitud dels informes d'activitats estranyes es deu a una confluència de factors, incloses les lleis de registres públics que ofereixen als periodistes un accés ràpid i fàcil als informes policials, la població relativament alta i diversa de l'estat, el seu clima altament variable i llacunes destacades en el finançament de la salut mental.

## Origen
El meme es va originar el febrer de 2013 amb el compte de Twitter @_FloridaMan, que citava titulars de notícies estranys o estranys que contenien les paraules "home de Florida", com ara "home de Florida atropellat per una furgoneta després que un gos empeny l'accelerador" o "la policia arresta un home de Florida passejar borratxo amb una moto scooter per un supermercat Walmart ". El compte es referia a 'Florida Man' com el "Pitjor superheroi del món".

## Propagació
Abans de la creació del meme, l'estat de Florida ja s'havia guanyat una reputació a Internet, amb el lloc d'agregació social Fark que allotjava una etiqueta de contingut "Florida" els anys anteriors a l'aparició del compte de Twitter @_FloridaMan.
Després de la creació del compte el gener de 2013, i la seva consegüent popularització a llocs de xarxes socials com Reddit i Tumblr, inicialment a través del subreddit 'r/FloridaMan' i el bloc de Tumblr 'StuckInABucket', el meme va aparèixer en nombrosos articles de notícies i històries al llarg de febrer de 2013.
"Florida Man" també es va referir a l'episodi inicial de la temporada 2 del programa FX Atlanta com una entitat sinistra, denominada per Darius com un "Johnny Appleseed de dreta alternativa" que comet una varietat de crims estranys a Florida com a part d'un complot per mantenir fora els votants negres, interpretat per Kevin Waterman.
L'1 de novembre de 2018, Desi Lydic de The Daily Show va presentar un informe còmic que investigava el fenomen de "Florida Man".
Una obra de teatre titulada "Florida Man" de Michael Presley Bobbitt es va estrenar el 31 de juliol de 2019 als Theatre Row Studios de Nova York.
El 2019, es va desenvolupar una variació del meme a les xarxes socials, en la qual es va animar a la gent a buscar "Home de Florida" i la data del seu aniversari, normalment trobant un informe estrany de notícies sobre un "home de Florida" en aquesta data. El "Black Judas", un personatge que entrega una recompensa al film Queen &amp; Slim (2019) i interpretat per Bertrand E. Boyd II, és anomenat com "Florida Man".
El 31 d'octubre de 2019, es va informar que el president dels Estats Units, Donald Trump, va canviar la seva residència principal de la ciutat de Nova York a Palm Beach, Florida, la ubicació del complex turístic de Mar-a-Lago del qual és propietari i que visita freqüentment. Les fonts van fer broma sobre que Trump es va convertir en "home de Florida", inclòs The Daily Show, que va llançar una extensió per a Google Chrome i Mozilla Firefox que va canviar totes les instàncies del nom de Trump a "Home de Florida". El 24 d'octubre de 2020, durant la seva manifestació pel candidat presidencial Joe Biden a Florida, l'expresident Barack Obama es va burlar de Trump, dient: "'Florida Man' ni tan sols faria aquestes coses", en referència a la gestió de Trump de la pandèmia de la COVID-19. i el seu maneig dels afers interiors i exteriors.
La banda nord-americana de rock clàssic Blue Öyster Cult va fer referència al fenomen a la cançó "Florida Man" al seu àlbum de 2020 The Symbol Remains.
El responsable del compte de Twitter @_FloridaMan va declarar el 2019 que s'havia "retirat" de crear tuits en aquest compte.

## Recepció
El meme s'ha vist àmpliament com una confirmació de l'associació entre l'estat de Florida i l'activitat estranya o humorística, i s'ha comparat amb els Premis Darwin. Tanmateix, el meme també s'ha enfrontat a una certa reacció negativa, amb la Columbia Journalism Review que l'ha qualificat d'"una de les indústries artesanals més fosques i lucratives del periodisme", on "les històries solen ser exemples de la mítica hiperestranyesa del Sunshine State, però a més, sovint simplement documenten els drames dels drogodependents, malalts mentals i persones sense llar".